# 前722年
| 千纪： | 前1千纪 |
| 世纪： | 前9世纪 \| 前8世纪 \| 前7世纪 |
| 年代： | 前750年代 \| 前740年代 \| 前730年代 \| 前720年代 \| 前710年代 \| 前700年代 \| 前690年代 |
| 年份： | 前727年 \| 前726年 \| 前725年 \| 前724年 \| 前723年 \| 前722年 \| 前721年 \| 前720年 \| 前719年 \| 前718年 \| 前717年 |
| 纪年： | 己未年（羊年）；周平王四十九年；鲁隐公元年；齐釐公九年；晋鄂侯二年；曲沃莊伯九年；秦文公四十四年；楚武王十九年；宋穆公七年；卫桓公十三年；陳桓公二十三年；蔡宣侯廿八年；曹桓公三十四年；郑庄公廿二年；燕穆侯七年；杞武公廿九年 |

## 大事记
- 鲁隐公即位，是为春秋始年。当年3月6日，即周平王四十九年、鲁隐公元年正月二十日，鲁曆“二月已巳”，是中国《经》、《传》连续干支记日之始，至今从未间断。
- 五月廿三日（五月辛丑），郑庄公克共叔段于鄢，即共叔段之乱。
- 新亞述帝國征服以色列王國。

## 逝世
- 薩爾瑪那薩爾五世：新亞述時期亚述国王（前727年至前722年在位）。
- 何细亚：北以色列王国末代君主。